# USNS Mercy (T-AH-19)
USNS Mercy (T-AH-19) — шпитальне судно є головним госпітальним судном свого класу в ВМС США. Відповідно до Женевських конвенцій на борту судна немає наступального озброєння, хоча є оборонна зброя.  

## Будівництво
Спочатку госпітальне судно «Mercy» було побудовано як нафтовий танкер «SS Worth» (MA-299) суднобудівної компанією National Steel and Shipbuilding Company на верфі в Сан-Дієго. Танкер був закладений 12 червня 1974 року, спущений на воду 1 липня 1975 року, введений в експлуатацію в 1976 році. У липні 1984 року танкер був перейменований в «Mercy» ( «Милосердя») і поставлений на модернізацію по перетворенню в госпітальне судно, яка проводилася також на верфі в Сан-Дієго компанії National Steel and Shipbuilding Company. Судно USNS «Mercy» було спущено на воду 20 липня 1985 року, введено в експлуатацію 8 листопада 1986 року. Портом приписки є військово-морська база в Сан-Дієго, штат Каліфорнія.

## Місії
Госпітальні судна -класу Mercy  є третіми за величиною кораблями у ВМС США флоту по довжині, поступаючись лише авіаносцям типу  Nimitz та Gerald R. Ford.

Основною місією судна є надання швидких, гнучких та мобільних гострих медичних та хірургічних послуг для підтримки повітряно-наземних оперативних груп морської піхоти, розміщених на березі, підрозділів армії та військово-повітряних сил, розміщених на березі, а також морських десантних груп та бойових сил на плаву. По-друге, вона надає мобільні хірургічні лікарні для використання відповідними урядовими установами США у справах стихійних лих та гуманітарної допомоги, а також обмежує гуманітарну допомогу для цих місій та військових операцій мирного часу. 

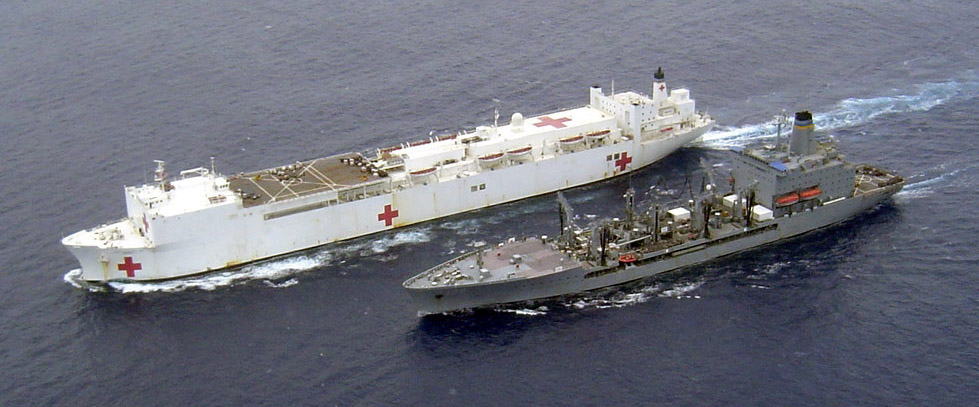
Mercy заправляється в морі, квітень 2005 р. Під час місії корабля після цунамі в Індійському океані 2004 р

## Розгортання
27 лютого 1987 року попрямувало в гуманітарний рейс на Філіппіни і в південну частину Тихого океану, з якого повернувся в Окленд, штат Каліфорнія, 13 июля 1987 року.
9 серпня 1990 року судно було активовано в рамках підтримки операції «Щит пустелі». 15 серпня покинуло порт приписки і 15 вересня прибуло в Перську затоку, де протягом шести місяців надавало підтримку багатонаціональним силам союзників.

5 січня 2005 року покинуло Сан-Дієго для надання допомоги постраждалим від руйнівного цунамі в регіонах Південно-Східної Азії.

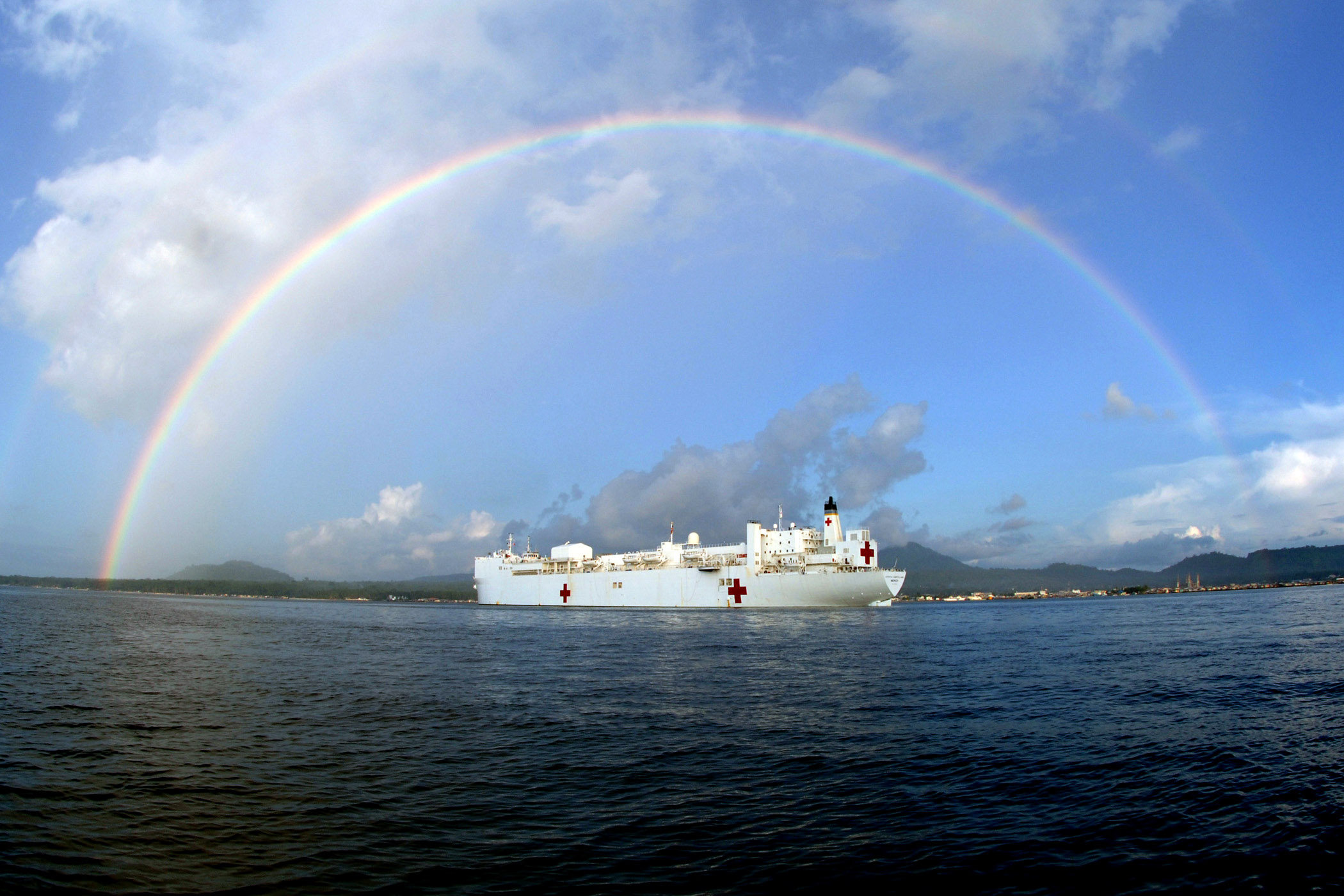
Джоло, Філіппіни, червень 2006 року

У 2006 році покинуло Сан-Дієго для першого розгортання в рамках операції Тихоокеанського партнерства, в ході якого відвідало Філіппіни і Індонезію.
14 квітня 2008 року покинуло Сан-Дієго для чотиримісячного розгортання в рамках операції «Тихоокеанське партнерство 2008», яке проходило в Південно-Східній Азії і Океанії. Партнерами по місії стали представники Австралії, Канади, Чилі, Японії, Південної Кореї, Нової Зеландії та Португалії, а також кілька неурядових організацій.

24 лютого 2010 командувач Тихоокеанським флотом США оголосив, що USNS «Mercy» буде флагманським судном в рамках операції «Тихоокеанське партнерство 2010». В рамках даної операції судно відвідало В'єтнам, Камбоджа, Індонезію і Східний Тимор.

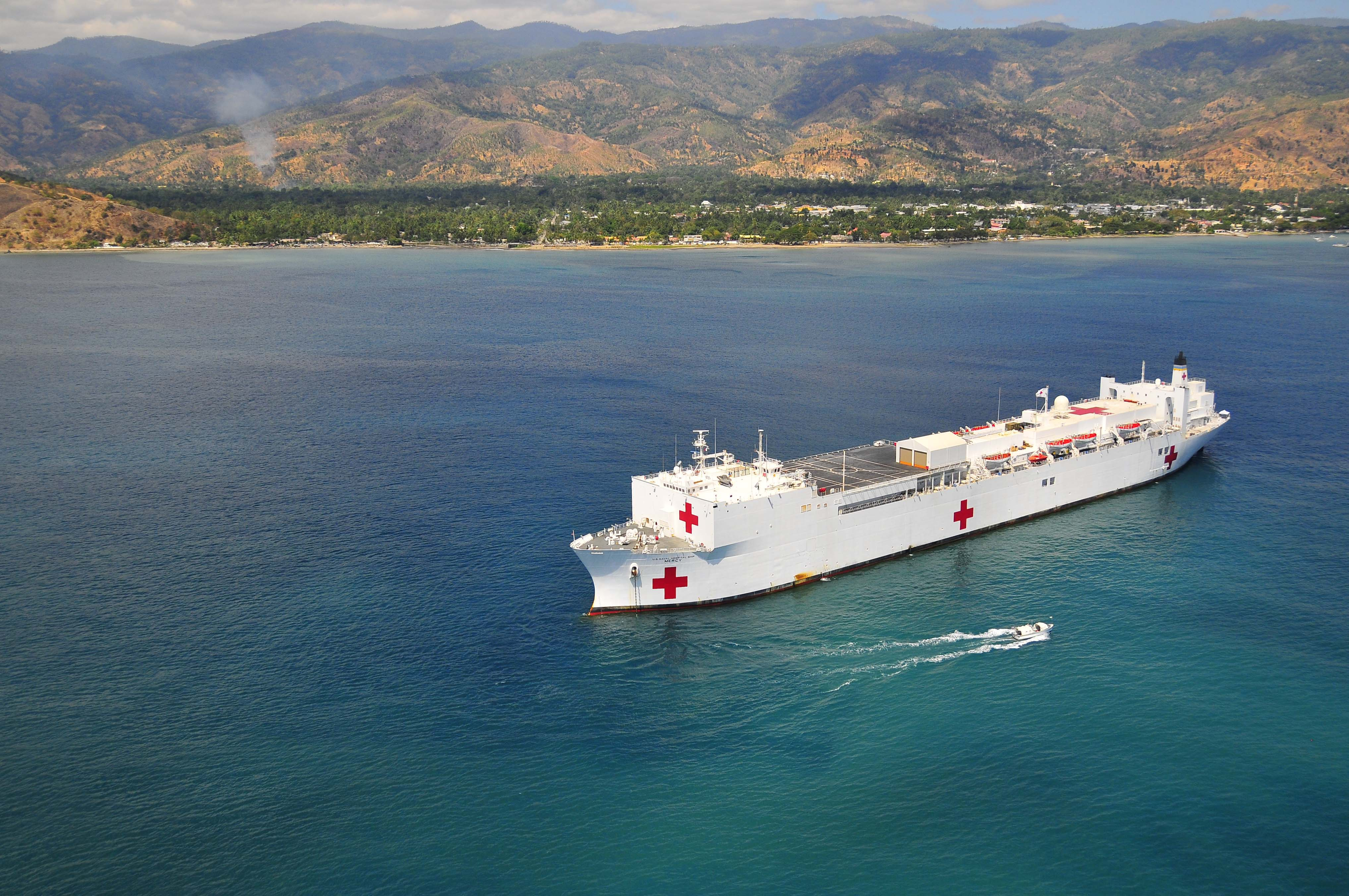
Ділі, Східний Тимор, 2008 рік

3 травня 2012 року покинуло Сан-Дієго для розгортання в рамках операції «Тихоокеанське партнерство 2012», в рамках якої відвідало Індонезію, Філіппіни, В'єтнам, Камбоджа.

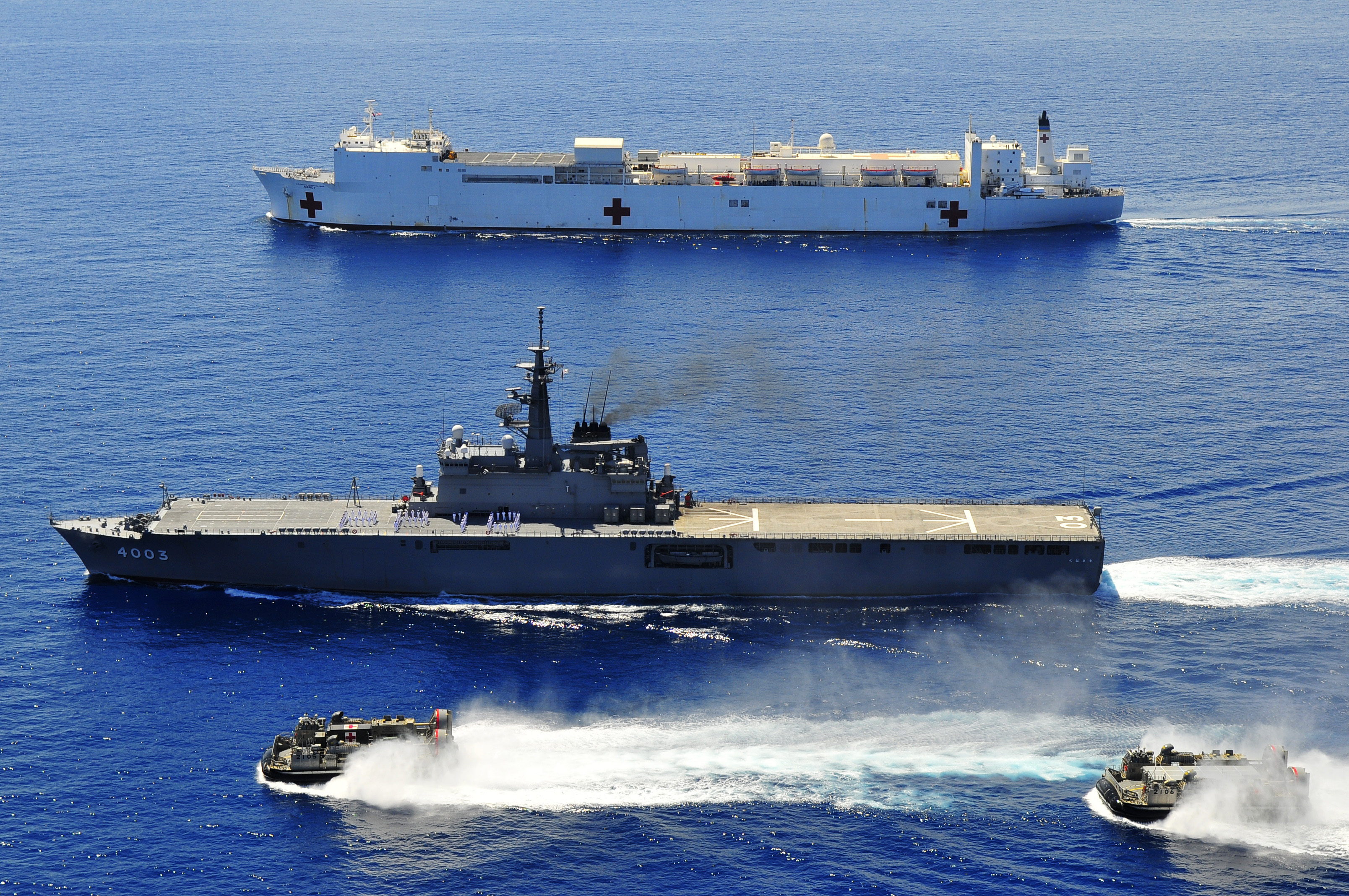
JDS Кунісакі (LST-4003), два японських десантних судна на повітряній подушці та USNS Mercy (T-AH-19) під час Тихоокеанських навчань 2010 р.

13 листопада 2013 року на судні була розпочата активація, пов'язана з відправленням на Філіппіни для підтримки зусиль з надання допомоги в районах, постраждалих від тайфуну Хайянь, куди судно прибуло в середині грудня.
У 2014 році судно взяло участь в міжнародному військово-морському навчанні «RIMPAC 2014», в якому були задіяні кораблі і персонал з 23 країн, а госпітальне судно «Ковчег світу» ( «Peace Ark») ВМС КНР надавало допомогу.
У 2015 році взяло участь в операції «Тихоокеанське партнерство-2015», в ході якого відвідало Фіджі, Папуа-Нова Гвінея, Філіппіни і В'єтнам.
11 травня 2016 року залишило Сан-Дієго для щорічної місії в рамках операції «Тихоокеанське партнерство 2016», в ході яких відвідало Східний Тимор, Республіку Філіппіни, В'єтнам, Малайзію, Республіку Палау і Індонезію.
В 2018 " Мерсі" вирушило до Шрі-Ланки для участі в Тихоокеанського партнерстві. 

## Пандемія COVID-19 (2020)

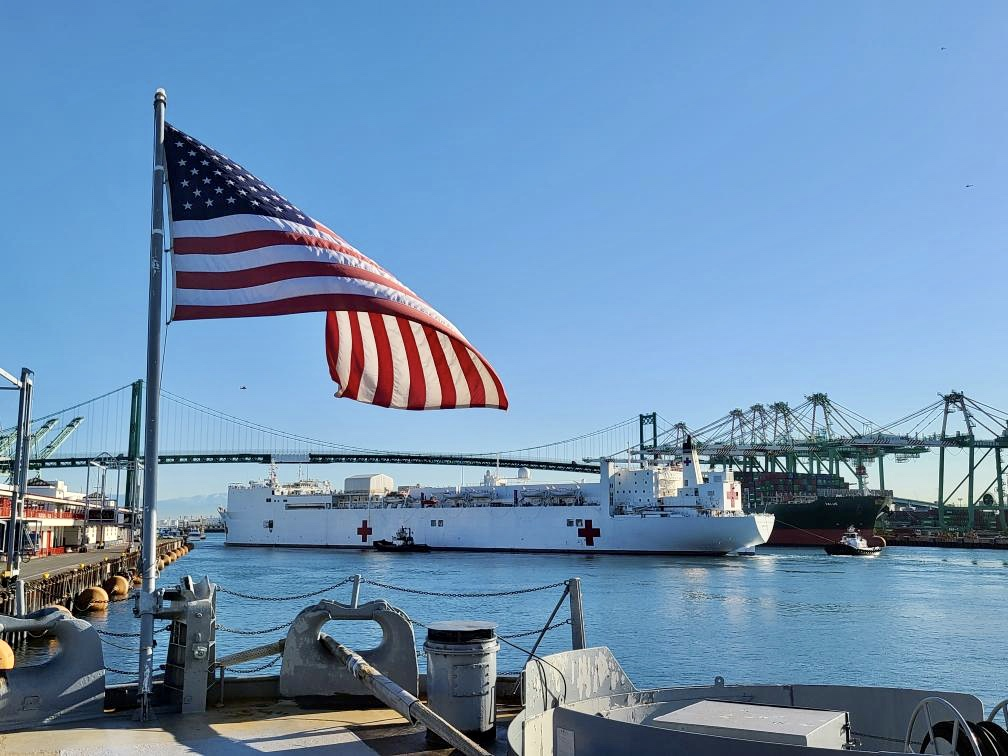
Мерсі прибув до Лос-Анджелеса 27 березня 2020 року

З березня по травень 2020 року судно була направлена до Лос-Анджелеса для надання лікарняної допомоги у відповідь на поширення пандемії COVID-19 .   Корабель прибув і причалив до терміналу круїзного лайнера порту Лос-Анджелес 27 березня 2020 р. . Місія корабля полягала в лікуванні пацієнтів, крім хворих на COVID-19, для звільнення місць в наземних лікарнях для боротьби з вірусом.   Станом на 15 квітня Мерсі лікував 48 пацієнтів, з яких 30 виписали.   Сім членів екіпажу пройшли позитивний тест на вірус і були вивезені з корабля на карантин; 100 інших моряків, які мали з ними контакт, також були вивезені на карантин.   Судно повернулася до Сан-Дієго 15 травня. 

## Атака на судно
31 березня 2020 року машиніст поїзда Едуардо Морено пустив локомотив під укіс поруч з плавучим шпиталем Mercy, так як підозрював, що у нього є альтернативна мета, «пов’язана з коронавірусом або захопленням влади». Більш того, чоловік до останнього моменту керував локомотивом. За цей час поїзд пробив кілька огорож і майже досяг мети. Склад зупинився на відстані 230 метрів до причалу, біля якого розміщувався плавучий госпіталь.  В результаті події ніхто не постраждав. Машиністу загрожує до 20 років за гратами.